# فينسينزو دالوسو
فينسينزو دالوسو (بالإيطالية: Vincenzo Dall'Osso)‏ (مواليد 22 يناير 1929) هو ملاكم إيطالي، مثّل بلاده في الألعاب الأولمبية الصيفية 1952.

## روابط خارجية
فينسينزو دالوسو على موقع أوليمبيديا (الإنجليزية)